# Anna-Maria Gradanteová
Anna-Maria Gradante, (* 26. prosince 1976 Remscheid, Německo) je bývalá reprezentantka Německa v judu. Po otci má italské kořeny. Je majitelkou bronzové olympijské medaile z roku 2000.

## Sportovní kariéra
S judem začala od útlého dětství po vzoru svého staršího bratra Corrada. Jejím osobním trenérem byl Paul Klenner.
Po olympijských hrách v Atlantě v roce 1996 nahradila v superlehké váze Janu Perlbergovou a své snažení dotáhla až na olympijskou medaili. Na olympijských hrách v Sydney nenápadně proplula až do semifinále, kde nestačila v boji na zemi na Rusku Bruletovou, ale souboj o třetí místo opanovala na ippon a získala bronz.
Po olympijských hrách v Sydney šla s váhou nahoru. V Německu však pololehké váze řadu let kralovala Raffaella Imbriani, proti které se nedokázala prosadit. Potom co s ní prohrála nominaci na letní olympijské hry v Athénách ukončila reprezentační kariéru.

## Výsledky
| Turnaj             | 1992            | 1993            | 1994            | 1995            | 1996            | 1997            | 1998            | 1999            | 2000            | 2001           | 2002           | 2003           | 2004           |
| Turnaj             | 16              | 17              | 18              | 19              | 20              | 21              | 22              | 23              | 24              | 25             | 26             | 27             | 28             |
| Turnaj             | superlehká váha | superlehká váha | superlehká váha | superlehká váha | superlehká váha | superlehká váha | superlehká váha | superlehká váha | superlehká váha | pololehká váha | pololehká váha | pololehká váha | pololehká váha |
| ------------------ | --------------- | --------------- | --------------- | --------------- | --------------- | --------------- | --------------- | --------------- | --------------- | -------------- | -------------- | -------------- | -------------- |
| Olympijské hry     | —               |                 |                 |                 | —               |                 |                 |                 | 3.              |                |                |                | —              |
| Mistrovství světa  |                 | —               |                 | —               |                 | —               |                 | 3.              |                 | —              |                | —              |                |
| Mistrovství Evropy | —               | —               | —               | —               | —               | 2.              | úč.             | 7.              | —               | —              | —              | —              | úč.            |
| MS juniorů         | ?               |                 | 7.              |                 |                 |                 |                 |                 |                 |                |                |                |                |
| ME juniorů         | úč.             | 5.              | 2.              |                 |                 |                 |                 |                 |                 |                |                |                |                |